# Michael Rennie
Michael Rennie (Idle, West Yorkshire, 25 augustus 1909 - Harrogate, 10 juni 1971) was een Engels acteur. 

## Leven en werk

### Debuut en eerste acteerjaren: 1936-1941
Rennie had geen zin om te werken in de goeddraaiende familiale wolspinnerij. Na enkele jobs besloot hij acteur te worden. Hij werd al gauw opgemerkt door een casting director van Gaumont British omwille van zijn knap voorkomen en zijn rijzige en atletische gestalte. Hij verscheen voor het eerst op het witte doek in Alfred Hitchcocks spionagethriller Secret Agent (1936). Om ervaring op te doen ging Rennie in Yorkshire, op het thuisfront, toneel spelen bij de York Repertory Company, en aanvaardde hij meestal niet-gecrediteerde kleine rollen in Britse films. 
in de oorlogsfilm en spionagethriller Tower of Terror (1941) had Rennie als Brits geheim agent die in Duitsland is geïnfiltreerd, zijn eerste hoofdrol te pakken. Hij was echter niet te spreken over de film. Het jaar daarop deed producent en hoofd van de Ealing Studios Michael Balcon een beroep op Rennie en een aantal bekende Britse acteurs voor de oorlogspropagandafilm The Big Blockade. Kort daarna trad Rennie voor drie jaar in militaire dienst.

### Ster in Britse films: 1945-1950

#### Doorbraak
In de musicalfilm I'll Be Your Sweetheart en in het historisch drama The Wicked Lady - de kaskraker van het jaar - , twee producties uit 1945 van de filmstudio Gainsborough Pictures, speelde Rennie naast Margaret Lockwood, een van de meest populaire Britse filmsterren van de jaren veertig. Dankzij die twee films werd hij een vedette in eigen land. Datzelfde jaar werd hij gecast in de prestigieuze epische historische film Caesar and Cleopatra. Voor het drama The Root of All Evil (1947) werd hij gekoppeld aan Phyllis Calvert, net zoals Lockwood een absolute vedette van Gainsborough Pictures. 

#### Maurice Ostrer
In 1946 tekende Rennie een vijfjarig contract met filmproducent Maurice Ostrer die onlangs Gainsborough Pictures wegens meningsverschillen had verlaten. Zijn nieuwe filmmaatschappij Premiere Productions maakte van Rennie de best betaalde filmster in Groot-Brittannië. Voor Rennie werd het echter een succesloze periode. 

### Hollywood: 1951-1957
Rennie was een van de Britse acteurs die meespeelden in de in Engeland opgenomen historische avonturenfilm The Black Rose (1950). Hoofdrolspeler Tyrone Power signaleerde Rennie's acteerprestatie aan Darryl F. Zanuck, het hoofd van 20th Century Fox die de film had geproduceerd. Die bood Rennie meteen een hoofdrol aan in de mysteryfilm The 13th Letter (1951). De filmstudio was zo opgetogen over Rennie dat deze een zevenjarig contact kreeg aangeboden.
Rennie vertolkte al meteen de hoofdrol van de humanoïde alien Klaatu in de groots opgezette sciencefictionfilm The Day the Earth Stood Still (1951). Later kreeg de film het statuut van cultfilm. Er volgden nog enkele belangrijke rollen, zoals de Britse agent die de Duitsgezinde spion opspoort in de spionagethriller 5 Fingers (1952). In die tijd deed de studio ook een beroep op zijn stem als verteller (in The Desert Fox: The Story of Rommel) of als voice-over (onder meer in Titanic en Prince Valiant).
Dankzij de uitstekende kritieken die The Day the Earth Stood Still kreeg besloot de studio een nieuwe filmversie van Les Misérables uit te brengen, en dit als een soort vehikel voor Rennie. Les Misérables bracht echter amper iets op en de vertolking van Rennie als Jean Valjean werd beleefd maar niet enthousiast onthaald met als gevolg dat de studio niet langer probeerde Rennie, drieënveertig ondertussen, als filmster naar voor te schuiven.
De volgende jaren bij Fox werd Rennie gecast als bijrolspeler. Zo verscheen hij onder meer in 
- de sandalenfilms The Robe en Demetrius and the Gladiators als Petrus naast respectievelijk Richard Burton en Victor Mature,
- de avonturenfilm King of the Khyber Rifles als generaal naast Tyrone Power,
- de dramatische historische film Désirée als Jean-Baptiste Bernadotte, de toekomstige Karel XIV Johan van Zweden, naast Marlon Brando,
- de avonturenfilm Soldier of Fortune als politie-inspecteur naast Clark Gable,
- de historische avonturenfilm Seven Cities of Gold als missionaris Junípero Serra naast Anthony Quinn,
- de dramatische avonturenfilm The Rains of Ranchipur als Britse aristocraat naast (opnieuw) Richard Burton en in
- de dramatische film Island in the Sun als oorlogsheld met pensioen naast James Mason en Harry Belafonte.

### Latere carrière: 1957-1970

#### Film
Van de achttien films waarin Rennie te zien was na zijn Hollywoodperiode zijn er slechts enkele vermeldenswaardig. In Omar Khayyam, een biopic over de Perzische wiskundige en filosoof Omar Khayyám, gaf Rennie gestalte aan de Perzische missionaris Hassan-i Sabbah. In de fantasy avonturenfilm The Lost World, naar de gelijknamige roman van Arthur Conan Doyle, nam hij de rol van een ervaren jager op groot wild voor zijn rekening. In de romantische komedie Mary, Mary, de verfilming van het gelijknamige en erg langlopende Broadway-toneelstuk, hernam hij zijn toneelrol van hartenbreker. In de oorlogsfilms The Devil's Brigade en The Battle of El Alamein belichaamde hij twee keer een generaal, respectievelijk Mark Wayne Clark en Bernard Montgomery.

#### Televisie
Na Hollywood begon Rennie ook voor de televisie te werken. Hij was te zien in meestal één of twee episodes van een aantal series als Wagon Train, Batman en The Invaders.
Hij verscheen eveneens in enkele films. Hij nam ook de titelrol van The Third Man (1959-1965) voor zijn rekening, een serie gebaseerd op de gelijknamige filmklassieker. 

### Privéleven
Rennie trouwde in 1938 met Joan England. Hun huwelijk hield stand tot 1945. Na hun scheiding hertrouwde Rennie in 1947 met actrice Margaret McGrath die hem een zoon gaf: David Rennie. Ook dit huwelijk eindigde met een scheiding in 1960.
Rennie had ook een zoon, John Marshall (1944) bij zijn trouwe vriendin en minnares Renée Gilbert, de zus van filmregisseur Lewis Gilbert.
Rennie overleed in 1971 op 61-jarige leeftijd aan de gevolgen van een aorta-aneurysma.

## Filmografie (selectie)
- 1936 - Secret Agent (Alfred Hitchcock)
- 1938 - The Divorce of Lady X (Tim Whelan)
- 1938 - Bank Holiday (Carol Reed)
- 1941 - Dangerous Moonlight (Brian Desmond Hurst)
- 1941 - Tower of Terror (Lawrence Huntington)
- 1942 - The Big Blockade (Charles Frend)
- 1945 - I'll Be Your Sweetheart (Val Guest)
- 1945 - The Wicked Lady (Leslie Arliss)
- 1945 - Caesar and Cleopatra (Gabriel Pascal)
- 1947 - The Root of All Evil (Brock Williams)
- 1950 - The Black Rose (Henry Hathaway)
- 1951 - The 13th Letter (Otto Preminger)
- 1951 - The Day the Earth Stood Still (Robert Wise)
- 1951 - I'll Never Forget You (Roy Ward Baker)
- 1952 - 5 Fingers (Joseph L. Mankiewicz)
- 1952 - Phone Call from a Stranger (Jean Negulesco)
- 1952 - Les Misérables (Lewis Milestone)
- 1953 - The Robe (Henry Koster
- 1954 - King of the Khyber Rifles (Henry King)
- 1954 - Demetrius and the Gladiators (Delmer Daves)
- 1954 - Désirée (Henry Koster)
- 1954 - Mambo (Robert Rossen)
- 1955 - Soldier of Fortune (Edward Dmytryk)
- 1955 - Seven Cities of Gold (Robert D. Webb)
- 1955 - The Rains of Ranchipur (Jean Negulesco)
- 1956 - Teenage Rebel (Edmund Goulding)
- 1957 - Island in the Sun (Robert Rossen)
- 1957 - Omar Khayyam (William Dieterle)
- 1960 - The Lost World (Irwin Allen)
- 1963 - Mary, Mary (Mervyn LeRoy)
- 1967 - Hotel (Richard Quine)
- 1968 - The Devil's Brigade (Andrew V. McLaglen)
- 1969 - The Battle of El Alamein (Giorgio Ferroni)